# Bouzillé

Bouzillé este o comună în departamentul Maine-et-Loire, Franța. În 2009 avea o populație de 1,451 de locuitori.

## Personalități
- Monseniorul Paul Poupard, cardinal, președinte emerit al Consiliului Pontifical pentru Cultură și fost președinte al Consiliului Pontifical pentru Dialogul Interreligios, s-a născut la Bouzillé, în 1930.